# Eduardo Angelim
Eduardo Francisco Nogueira Angelim ou somente Eduardo Angelim (Aracati, 6 de julho de 1814 — Barcarena, Belém, 20 de julho de 1882) foi um lavrador, um dos líderes do movimento Cabanagem (por independência na província do Grão-Pará em 1835), político brasileiro, como um dos presidentes da Província do Grão-Pará, no ano de 1835, durante o Governo Cabano (ou Governo Republicano Independente).

## Biografia
Sua chegada ao Grão-Pará remonta à década de 1820, fugindo de uma seca que assolou sua região de origem no Ceará.
Devido ao seu espirito de luta partidária, foi apelidado de "Angelim", por ser esta madeira muito resistente. Já com 19 anos, participava ativamente da política da província. No Brasil do século XIX, lutou pela autonomia da província do Grão-Pará - atual estado do Pará -  para que esta fosse separada do Império do Brasil, cujas estruturas políticas monarquistas e planos de governo nada tinham de vantajosos em relação aos dos portugueses recém afastados, prosseguindo no isolamento e marginalização da Amazônia, aliás visíveis ainda hoje, comparando-se aos grandes centros urbanos do Brasil e presidente da província do Pará de novembro de 1835 a 9 de abril de 1836.
Sempre contou com o apoio de sua senhora, Eloísa Clara, que, diz-se, aconselhava-o sempre que Angelim agia. Revolucionário, partidário da Cabanagem sendo inclusive o terceiro presidente cabano.
Perseguido por centenas de tropas legalistas Angelim acabou sendo preso no Acará em 20 de outubro de 1836 em meio ao labirinto aquático da Amazônia, foi conduzido à capital Belém pelas tropas do marechal Francisco Soares Andréa, e enviado a julgamento no Rio de Janeiro, seguindo para a ilha de Fernando de Noronha, onde foi exilado. Retornou ao Pará em 1851, fixando residência na cidade de Barcarena.
Depois do seu retorno, não se envolveu mais em política. Morreu em 20 de julho de 1882, sendo enterrado na capela do Engenho de Madre de Deus, na ilha de Trambioca (em Barcarena).